# Oncidium ornithorhynchum
Espèce
Oncidium ornithorhynchum est une espèce d'orchidées du genre Oncidium.